# Người México
Người Mexico (tiếng Tây Ban Nha: mexicanos) là những người sinh sống trên đất nước México.
Ngôn ngữ được người México nói nhiều nhất là tiếng Tây Ban Nha, nhưng một số người cũng có thể nói các ngôn ngữ từ 68 nhóm ngôn ngữ Bản địa khác nhau và các ngôn ngữ khác được đưa đến México bởi những người nhập cư gần đây hoặc được học bởi những người nhập cư México cư trú ở các quốc gia khác. Năm 2015, 21,5% dân số México tự nhận mình là người bản địa. Có khoảng 12 triệu công dân México cư trú bên ngoài México, với khoảng 11,7 triệu. Cộng đồng người Mexico lớn hơn cũng có thể bao gồm các cá nhân có nguồn gốc từ Mexico và tự nhận dạng vì người Mexico nhưng không nhất thiết phải là người Mexico theo quốc tịch, văn hóa hoặc ngôn ngữ. Hoa Kỳ có dân số Mexico lớn nhất sau Mexico trên thế giới với 37.186.361 (2019).
Quốc gia México hiện nay giành được độc lập từ Đế quốc Tây Ban Nha vào năm 1810; điều này bắt đầu quá trình rèn luyện bản sắc dân tộc kết hợp các đặc điểm văn hóa của người bản địa có nguồn gốc từ thời kỳ tiền Colombo với các đặc điểm của tổ tiên người Tây Ban Nha. Điều này dẫn đến cái được gọi là "một hình thức đặc biệt của chủ nghĩa dân tộc đa sắc tộc".

## Lịch sử

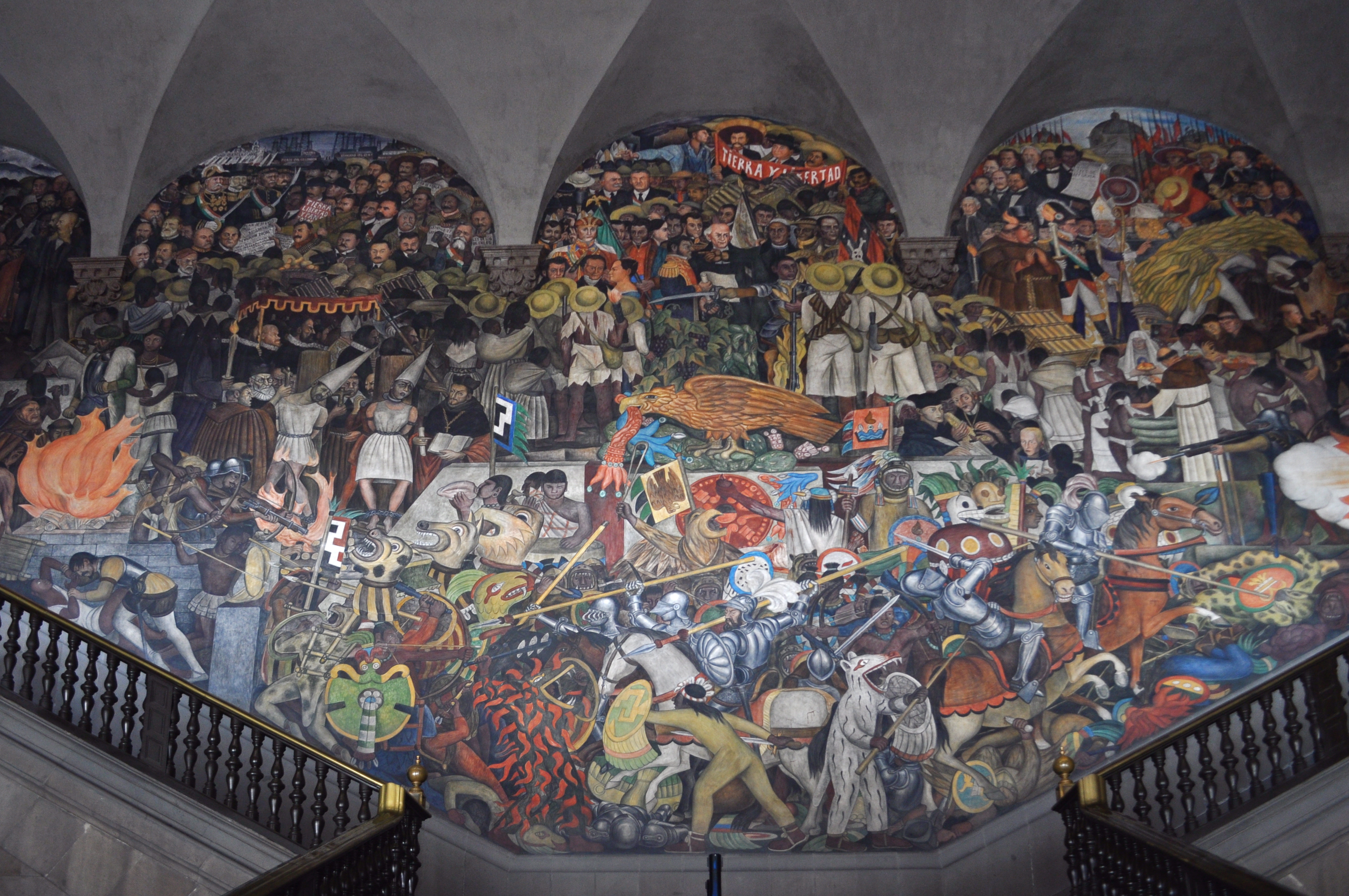
Bức tranh tường của Diego Rivera tại Cung điện Quốc gia miêu tả lịch sử México từ Cuộc chinh phạt đến đầu thế kỷ 20

Người México có nguồn gốc khác nhau và bản sắc đã phát triển với sự kế tiếp của các cuộc chinh phục giữa các nhóm người châu Mỹ và sau đó là của người Châu Âu. Khu vực ngày nay là México ngày nay đã có nhiều nền văn minh tiền thân, quay ngược lại thời kỳ Olmec có ảnh hưởng đến các nền văn minh sau này là Teotihuacan (200 TCN đến 700 SCN) và người Toltec đã phát triển mạnh mẽ vào khoảng thế kỷ 10 và 12 sau Công nguyên, và kết thúc với nền văn minh bản địa vĩ đại cuối cùng trước Cuộc chinh phạt Tây Ban Nha, người Aztec (13 tháng 3 năm 1325 đến ngày 13 tháng 8 năm 1521). Tiếng Nahuatl là một ngôn ngữ phổ biến ở khu vực miền Trung Mexico hiện đại trong thời Đế quốc Aztec, nhưng sau khi người châu Âu đến, ngôn ngữ chung của khu vực này đã trở thành tiếng Tây Ban Nha.
Sau cuộc chinh phục đế quốc Aztec, Tây Ban Nha tái quản lý vùng đất và mở rộng đế chế của riêng họ vượt ra ngoài ranh giới cũ của người Aztec, bổ sung thêm lãnh thổ vào vùng ảnh hưởng của México vốn nằm dưới quyền của Vương miện Tây Ban Nha trong 300 năm. Sự lan tỏa và giao thoa văn hóa giữa các cộng đồng người châu Mỹ với người châu Âu đã tạo nên bản sắc México hiện đại, là sự pha trộn giữa các nền văn hóa bản địa trong khu vực và Châu Âu đã phát triển thành văn hóa quốc gia trong thời kỳ Tây Ban Nha. Danh tính mới này được xác định là "México" ngay sau Chiến tranh giành độc lập Mexico và được tiếp thêm sinh lực và phát triển sau Cách mạng México khi có Hiến pháp năm 1917 chính thức thành lập Mexico như một quốc gia đa nông nghiệp không thể phân chia được thành lập dựa trên nguồn gốc bản địa của nó.